# أم عبد بنت عبد ود
أم عبد بنت عبد ود بنت سواءة الهذلية صحابية جليلة من المبايعات المهاجرات. وام الصحابي الجليل عبد الله بن مسعود وقيل انها من خالات النبي صلى الله عليه وسلم. قال أبو الوازع «هي خالة النبي صلى الله عليه وسلم». وقال في ذكرها ابن سعد «أسلمت وبايعت». وكان ينسب اليها أحيانا ابن مسعود فيقال ابن ام عبد.

## نسبها
- هي : أم عَبْد بنت عَبْد ود بْن سَوَاء بْن قريم بْن صاهلة بْن كَاهِل بْن الْحَارِث بْن تَمِيم بْن سعد بْن هُذَيْل بن مدركة بن إِلْيَاس بن مُضَر بن نِزار بن مَعَدِّ بن عَدْنان.[4]
- وأمها هي : هند بنت عبد بن الحارث من بني زهرة بن كلاب بن مرة بن كعب بن لؤي بن غالب بن فهر بن مالك بن النضر وهو قريش بن كنانة بن خزيمة بن مدركة بن إِلْيَاس بن مُضَر بن نِزار بن مَعَدِّ بن عَدْنان.

تزوجت من مسعود بن غافل بن حبيب أحد فرسان هذيل في عصره وأنجبت له الصحابيان عبد الله بن مسعود وعتبة بن مسعود.

## فضلها
كانت ام عبد من اوائل النساء اللواتي دخلن الإسلام فهي أسلمت في فترة اسلام ابنها عبد الله بن مسعود الذي كان بدوره سادس من أسلم من الرجال وكانت ام عبد تمكث عند النبي محمد صلى الله عليه وسلم. وروي عن أبي موسى الأشعري «ما كنت أظن ابن مسعود وأمه " ام عبد " إلا من آل النّبيّ صلّى اللَّه عليه وآلة وسلّم لكثرة ما كان يدخل على رسول اللَّه صلّى اللَّه عليه وآلة وسلّم».